# 龍運巴士A37線
龍運巴士A37線是香港一條機場巴士路線，來往朗屏站及機場（地面運輸中心）巴士總站，途經朗屏邨、香港濕地公園、天水圍市中心、天慈邨、石埗村、屯門赤鱲角隧道及港珠澳大橋香港口岸。
龍運巴士NA37線是A37線的深宵特別路線，來往天水圍市中心及國泰城，途經天水圍北、天耀邨、洪水橋、藍地、紅橋、屯門市廣場、屯門赤鱲角隧道、港珠澳大橋香港口岸及機場客運大樓。

## 歷史
因應洪水橋洪福邨入伙，龍運巴士A36線在2015年開辦，為洪水橋及元朗居民於繁忙時間提供特快往返機場服務，同時疏導E34B線的龐大客量。此外，由於天水圍往返機場的需求日益增加，而E34A線需繞經東涌及機場後勤區，令車程頗為費時。因此運輸署和龍運巴士於《2016-2017年度巴士路線計劃》建議開辦本線，全日特快來往洪水橋及機場並繞經天水圍。該計劃建議本線於開辦初期每小時開一班，並視乎客量變化再加密至半小時一班；同時建議A36線提升至全日雙向服務，但縮短至朗屏站及不經屏山，改為服務朗屏邨及元朗市中心一帶乘客。
龍運巴士和運輸署在2016年6月提交修訂方案，建議於開線時實施半小時一班之班次，隨後再宣佈本線於同年7月25日正式投入服務，不過原計劃與本線綑綁實施的A36之改動則延至同年8月4日才實施。換言之，本線開辦後有十天與A36共用相同的起訖點。
- 2016年7月25日：本線投入服務[6][7][8]。
- 2018年3月12日：往洪水橋（洪元路）方向增停洪天路「石埗村」分站。
- 2019年1月1日：NA37投入服務，取代NA34特別班次。
- 2019年7月13、20、27、28日：往機場方向繞經機場博覽館。[9]
- 2019年10月2日：逢星期一至六加密以下時段班次至20分鐘一班
  - 往機場：05:20-08:00
  - 往洪水橋（洪元路）：17:30-00:00
- 2019年11月29日：取消「二號客運大樓」巴士站[10]。
- 2020年3月6日，本線因應2019冠狀病毒病疫情引致乘客量下降，本線調整班次。
- 2020年7月13日：每天06:00-06:30往機場班次及下午17:30往洪水橋班次繞經航展道，並增停「機場博覽館」巴士站。[11]
- 2021年6月20日，改經屯門赤鱲角隧道，並進行重組：[12]
  - A37線元朗區起訖站遷至朗屏站；
  - A37線介乎朗屏站至天華路改經朗屏邨、朗天路、天慈路、濕地公園路及天瑞路往返天華路，機場方向增設宏富苑、朗屏邨珠屏樓、朗屏邨巴士總站、濕地公園路、香港濕地公園、天逸邨逸潭樓及天富苑欣富閣分站，朗屏站方向增設天恩邨、天澤邨、香港濕地公園、濕地公園路、朗屏邨巴士總站及旭日花苑分站；
  - A37線介乎天慈邨與赤鱲角之間改經屏廈路、洪天路、元朗公路、屯門公路、皇珠路、龍富路及屯門赤鱲角隧道公路，不經大欖隧道、汀九橋、青嶼幹線及北大嶼山公路，原有「大欖隧道」及「青馬收費廣場」站予以取消；
  - A37線位於石埗村分站對調行車方向
  - A37線車費由$27.7下調至$18.9，屯門赤鱲角隧道轉車站往機場的分段為$15.0，屯門赤鱲角隧道轉車站後往朗屏站的分段為$5.4；
  - NA37線來回程繞經濕地公園路、天恩邨、青山公路（洪水橋段及藍地段）及屯發路／屯喜路一帶，不經天秀路；
  - NA37線介乎屯門公路與赤鱲角之間改經皇珠路、龍門路及屯門赤鱲角隧道公路，不經汀九橋、青嶼幹線及北大嶼山公路；
  - NA37線改以國泰城為離島區總站，港珠澳大橋香港口岸及客運大樓一帶走線與原來的相反；
  - NA37線增設六班往天水圍市中心方向服務，往機場方向增至五班；
  - NA37線車費由$40.0下調至$33.0。
- 2022年5月15日：NA37線往天水圍方向增設天葵路「慧景軒」站。[13]
- 2023年5月8日：NA37線往機場方向增設青山公路–洪水橋段「尚城」站[14]。
- 2023年9月17日：A37線來回方向繞經港珠澳大橋香港口岸。[15]
- 2024年12月1日：繞經航展道及航天城東路時段調整為每日06:00至07:20由朗屏站開出，以及每日16:55至18:15由機場開出之班次。[16]

## 服務時間（詳細班次）
A37
| 朗屏站開         | 朗屏站開    | 朗屏站開   | 機場（地面運輸中心）巴士總站開 | 機場（地面運輸中心）巴士總站開 | 機場（地面運輸中心）巴士總站開 |
| 日期             | 服務時間    | 班次(分鐘) | 日期                           | 服務時間                       | 班次(分鐘)                     |
| ---------------- | ----------- | ---------- | ------------------------------ | ------------------------------ | ------------------------------ |
| 星期一至五       | 05:00-06:00 | 20         | 星期一至五                     | 09:00-09:40                    | 40                             |
| 星期一至五       | 06:00-07:00 | 15         | 星期一至五                     | 09:40-15:40                    | 30                             |
| 星期一至五       | 07:00-08:20 | 20         | 星期一至五                     | 15:40-16:55                    | 25                             |
| 星期一至五       | 08:20-17:50 | 30         | 星期一至五                     | 16:55-18:55                    | 20                             |
| 星期一至五       | 17:50-18:40 | 25         | 星期一至五                     | 18:55-19:55                    | 30                             |
| 星期一至五       | 18:40-21:40 | 30         | 星期一至五                     | 19:55-21:15                    | 20                             |
| 星期一至五       | 21:40-22:30 | 25         | 星期一至五                     | 21:15-22:45                    | 30                             |
|                  |             |            | 星期一至五                     | 22:45-00:00                    | 25                             |
| 星期六           | 05:00-09:40 | 20         | 星期六                         | 09:00-09:40                    | 40                             |
| 星期六           | 09:40-11:20 | 25         | 星期六                         | 09:40-15:40                    | 30                             |
| 星期六           | 11:20-18:20 | 30         | 星期六                         | 15:40-16:55                    | 25                             |
| 星期六           | 18:20-20:00 | 25         | 星期六                         | 16:55-23:35                    | 20                             |
| 星期六           | 20:00-22:30 | 30         | 星期六                         | 23:35-00:00                    | 25                             |
| 星期日及公眾假期 | 05:00-08:40 | 20         | 星期日及公眾假期               | 09:00-09:40                    | 40                             |
| 星期日及公眾假期 | 08:40-10:20 | 25         | 星期日及公眾假期               | 09:40-14:10                    | 30                             |
| 星期日及公眾假期 | 10:20-17:20 | 30         | 星期日及公眾假期               | 14:10-16:15                    | 25                             |
| 星期日及公眾假期 | 17:20-19:00 | 25         | 星期日及公眾假期               | 16:15-23:35                    | 20                             |
| 星期日及公眾假期 | 19:00-22:30 | 30         | 星期日及公眾假期               | 23:35-00:00                    | 25                             |

- 每日06:00至07:20由朗屏站開出，以及每日16:55至18:15由機場開出之班次之班次繞經機場博覽館、香港天際萬豪酒店及航天城交匯處。

NA37
- 天水圍市中心開：03:25、03:45、04:05、04:20、04:40
- 國泰城開：00:10、00:35、01:05、01:25、01:55、02:25

## 收費
| 路線 | 全程收費                                         | 分段收費                                                                                               |
| ---- | ------------------------------------------------ | --- |
| A37  | $19.8（九巴月票$5.3）                            | - 屯門赤鱲角隧道轉車站往機場（地面運輸中心）巴士總站：$15.7 - 石埗村往朗屏站：$5.7                     |
| NA37 | $34.6（機場員工優惠票價：$26.2）（九巴月票$9.3） | - 屯門赤鱲角隧道轉車站往國泰城：$29.3 - 屯門市廣場往天水圍市中心：$12.5 - 洪水橋站往天水圍市中心：$8.9 |

| - 本線設有12歲以下小童及65歲或以上長者半價優惠。 - 本線不設長者及殘疾人士每程$2.0的票價優惠；12至64歲殘疾人士如使用「殘疾人士身份」個人八達通，以及60至64歲香港居民使用「樂悠咭」繳付車資，會以全費計算。 - 乘客可以現金或八達通於上車時付款，不設找續。 - 每位成人乘客可免費攜帶最多兩名4歲以下而不佔座位的兒童乘客乘車，超額之4歲以下小童必須繳付小童車費乘車。 - 持有「九巴月票」之乘客在車票有效期內，乘搭機場「A」及「NA」線（包括本路線）可享原價二七折優惠（不會計算每天10次合資格車程）；而其他九龍巴士及龍運巴士路線則可每日可享合共最多10程（不包括B1線，但包括聯營路線的九龍巴士／龍運巴士提供的班次；惟B1線則每日可享最多各2程（不會計算每天10次合資格車程））。 - 九龍巴士、城巴、龍運巴士及陽光巴士全職員工及家屬（不包括外判職員）可免費乘搭本路線，惟必須拍職員或職員家屬八達通。 - 乘客亦可透過多元化電子支付系統（e度嘟）繳付車資，包括使用非接觸式VISA卡、JCB卡、萬事達卡、銀聯卡、美國運通、大來國際、Discover Card、Apple Pay、Google Pay、Samsung Pay、AlipayHK「易乘碼」、支付寶、WeChatHK／微信支付「搭車碼」、銀聯雲閃付「乘車碼」及BOC Pay「乘車碼」。使用此支付方式的乘客可享有中途下車之分段收費，以及與其他九巴／龍運獨營路線或聯營線九巴／龍運班次之轉乘優惠，惟不能享有與非九巴／龍運路線之轉乘優惠，亦不能享有「公共交通費用補貼計劃」。 |

### 轉乘優惠
乘客登上本線後指定時間內以同一張卡或者同一個帳戶轉乘以下路線，或從以下路線登車後指定時間內以同一張卡或者同一個帳戶轉乘本線，次程可獲車資折扣優惠：
A37←→龍運E線
- A37往機場 → E33/E33P/E36/E37往機場或E36A往東涌，次程車資全免，於屯門赤鱲角隧道轉車站轉乘，轉乘時限為150分鐘
- E33/E33P往屯門、E36/E36A往元朗或E37往天水圍 → A37往朗屏站，回贈首程車資，於屯門赤鱲角隧道轉車站轉乘，轉乘時限為90分鐘

## 使用車輛
本線設有八個字軌，唯獨所屬字軌均未設有掛牌車行走。

## 行車路線
A37

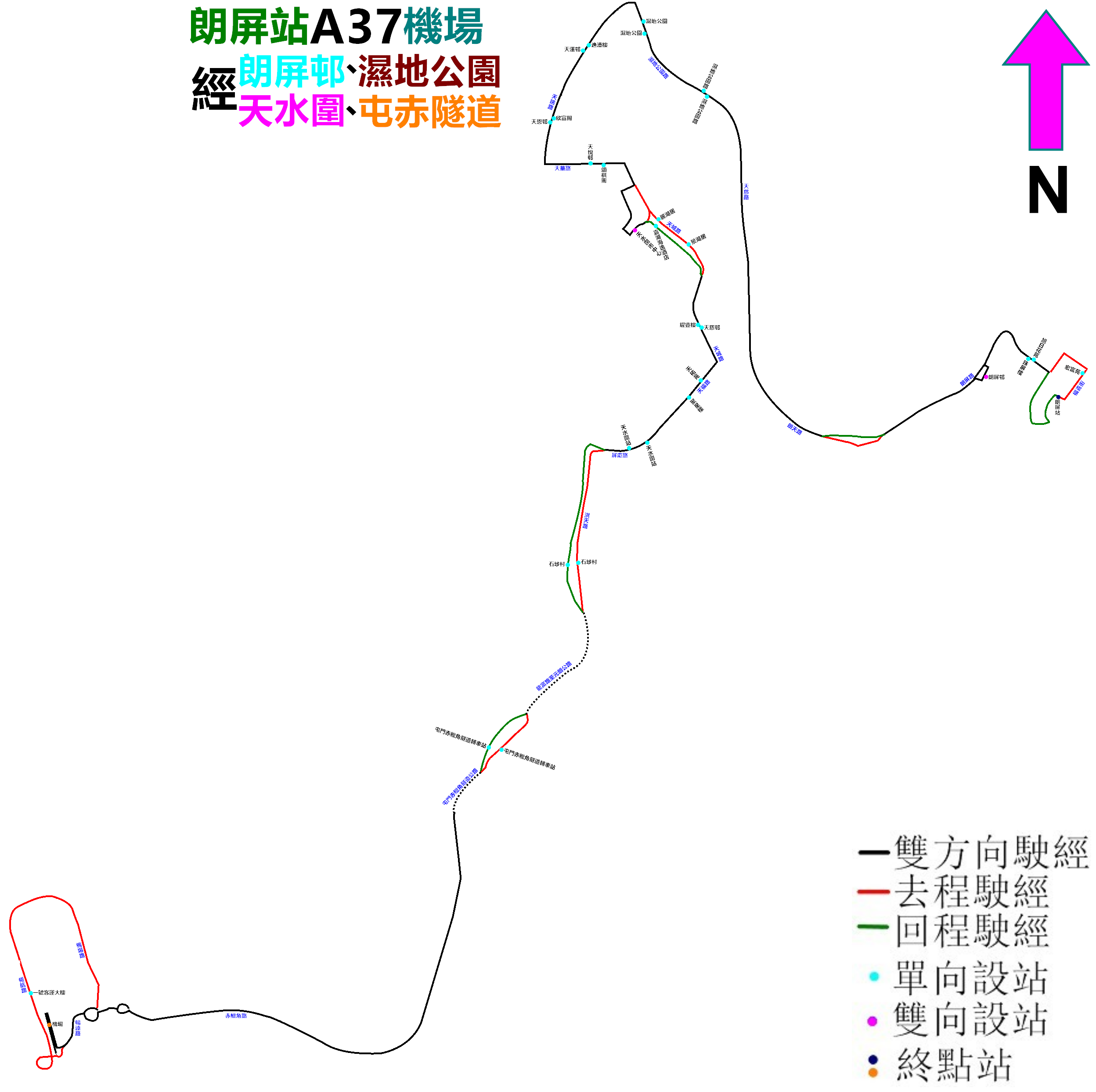
A37線的走線圖

朗屏站開經：科業街、宏業西街、富業街、宏樂街、福喜街、朗屏路、朗屏邨巴士總站、朗屏路、水邊圍交匯處、朗天路、天慈路、濕地公園路、天瑞路、天華路、天城路、嘉恩街、天水圍市中心巴士總站、天恩路、天榮路、天城路、天福路、屏廈路、洪天路、天水圍西交匯處、元朗公路、屯門公路、皇珠路、龍富路、屯門赤鱲角隧道公路、赤鱲角路、順暉路、順匯路、赤鱲角路、東榮路、機場路、暢航路、機場路、機場南交匯處及暢連路。
機場（地面運輸中心）開經：暢連路、機場南交匯處、暢連路、航天城交匯處、赤鱲角路、順暉路、順匯路、赤鱲角路、屯門赤鱲角隧道公路、龍富路、皇珠路、屯門公路、元朗公路、天水圍西交匯處、洪天路、屏廈路、天福路、天城路、天恩路、嘉恩街、天水圍市中心巴士總站、天恩路、天榮路、天城路、天華路、天瑞路、濕地公園路、天慈路、朗天路、水邊圍交匯處、朗屏路、朗屏邨巴士總站、朗屏路、福喜街、宏樂街、朗業街及擴業街，A37線具體停站請參考資訊框。。
NA37

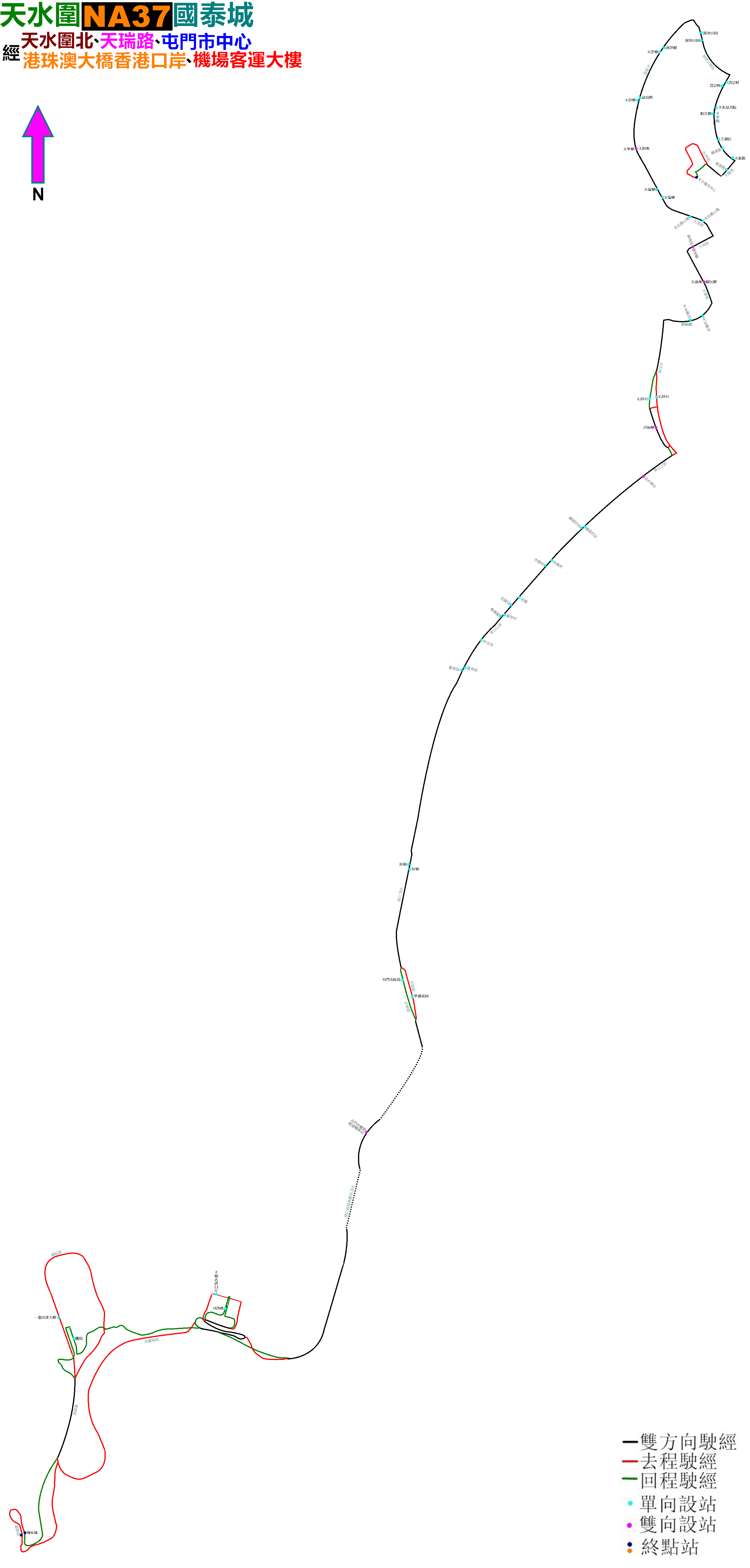
NA37線的走線圖

天水圍市中心開經：天恩路、天榮路、天城路、天龍路、天葵路、濕地公園路、天瑞路、天湖路、天耀路、屏廈路、洪天路、洪志路、洪元路、洪水橋田心路、洪天路、洪志路、洪天路、青山公路（洪水橋段、藍地段）、屯門公路、屯發路、屯門公路、皇珠路、龍富路、屯門赤鱲角隧道公路、赤鱲角路、順暉路、順匯路、赤鱲角路、東榮路、機場路、暢航路、機場路、機場南交匯處、機場路、觀景路、駿運路交匯處及觀景路。
國泰城開經：駿明路、觀景路、駿運路交匯處、機場路、暢連路、機場（地面運輸中心）巴士總站、暢連路、機場南交匯處、暢連路、航天城交匯處、順匯路、赤鱲角路、屯門赤鱲角隧道公路、龍富路、皇珠路、屯門公路、屯喜路、屯門公路、青山公路（藍地段、洪水橋段）、洪天路、屏廈路、天耀路、天湖路、天瑞路、濕地公園路、天葵路、天龍路、天城路、天恩路及嘉恩街，NA37線具體停站請參考資訊框。。

## 外部連結
- A37路線介紹 （页面存档备份，存于）
- i-busnet.com－龍運A37號路線 LWB Rt.A37 （页面存档备份，存于）
- 香港巴士大典上的相关条目：龍運巴士A37線
- 香港巴士大典上的相关条目：龍運巴士NA37線